# Grenze zwischen Aserbaidschan und Russland

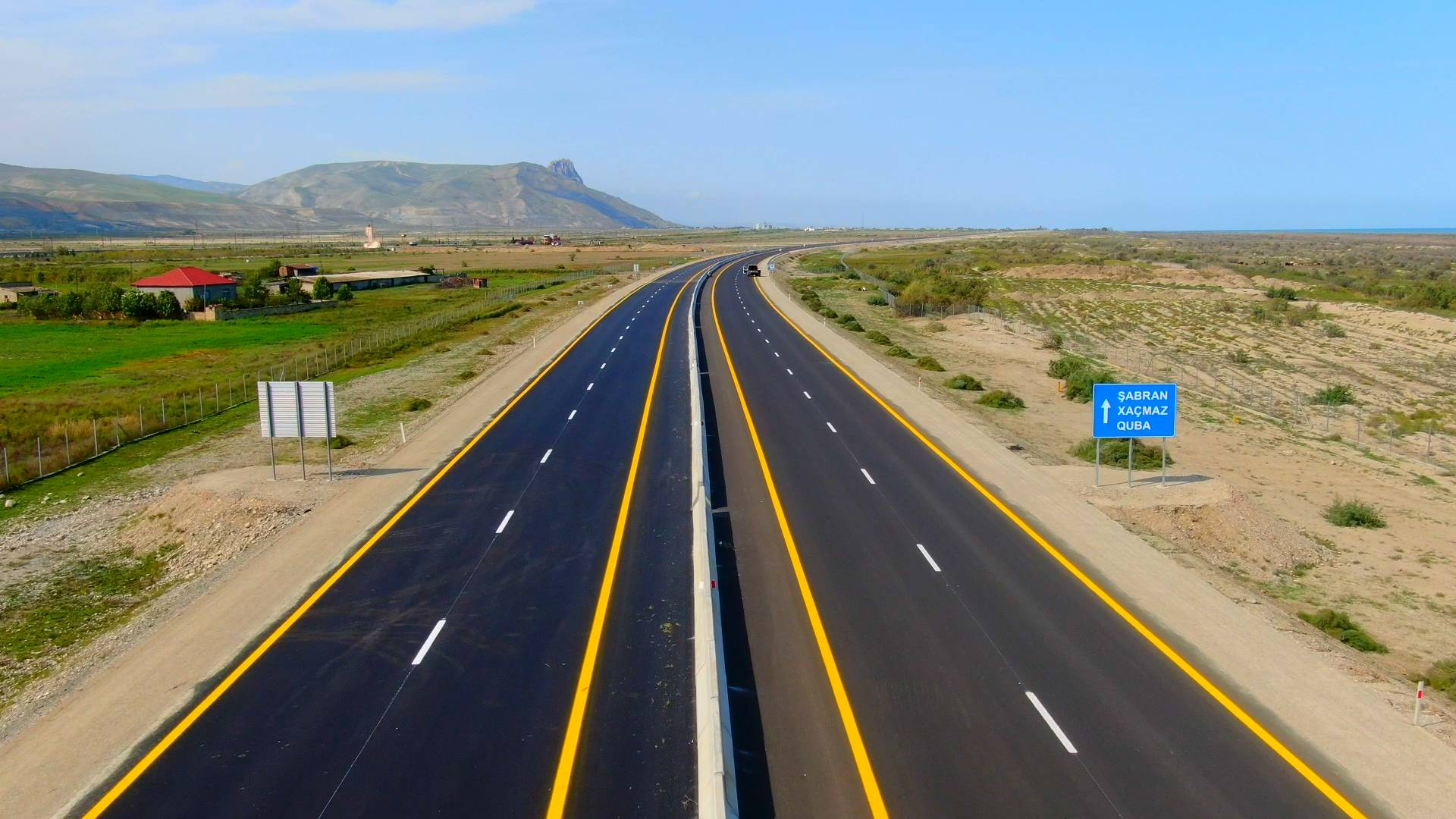
Eine der Grenzstraßen

Die Grenze zwischen Aserbaidschan und Russland ist die Staatsgrenze zwischen Russland und Aserbaidschan. Sie ist 338 km lang und verläuft vom Dreiländereck mit Georgien im Westen bis zum Kaspischen Meer im Osten. Vor 1991 war hier die Grenze zwischen der Russischen Sozialistischen Föderativen Sowjetrepublik (einschließlich der ASSR Dagestan) und der Aserbaidschanischen Sozialistischen Sowjetrepublik innerhalb der Sowjetunion. An der Grenze liegt der südlichste Punkt Russlands.
Die Grenze beginnt im Westen am georgischen Dreiländereck (41°54'0"N, 46°24'0"E) und verläuft in südöstlicher Richtung über verschiedene Gebirgskämme des Kaukasus, bevor sie etwa auf halber Strecke nach Nordosten abbiegt und dann entlang des Samur-Flusstals bis zum Samur-Delta am Kaspischen Meer verläuft. An der Grenze liegt der Berg Bazardüzü, der höchste Gipfel in Dagestan und Aserbaidschan. Teile der Grenze sind eingezäunt und mit technischen Einrichtungen wie Stacheldraht, Sensoren und Kameras ausgestattet.

## Geschichte
Im 19. Jahrhundert war die Kaukasusregion ein umkämpftes Gebiet zwischen dem untergehenden Osmanischen Reich, Persien und Russland, das sich nach Süden ausdehnte. Durch den Russisch-Persischen Krieg (1804–1813) und den anschließenden Frieden von Gulistan erwarb Russland den Großteil des heutigen Aserbaidschans und Teile Armeniens. Russland organisierte die Gebiete, die heute Aserbaidschan bilden, in die Gouvernnemente Baku und Jelisawetpol. Die nördliche Grenze dieser Unterteilungen legte in etwa die Grenze zwischen Aserbaidschan und Russland an ihrem derzeitigen Standort fest.
Während des Ersten Weltkriegs führten russische Kommunisten 1917 die erfolgreiche Revolution durch, während die Völker des Südkaukasus 1918 die Transkaukasische Demokratisch-Föderative Republik ausgerufen hatten. Interne Meinungsverschiedenheiten führten dazu, dass Georgien im Mai 1918 aus der Föderation austrat, kurz darauf folgten Armenien und Aserbaidschan. Die Nordgrenze Aserbaidschans nutzte die ehemaligen Grenzen der Gouvernements Baku, Elizabethpol und Tiflis. 1920 marschierte die Rote Armee in Aserbaidschan und Armenien ein und beendete damit die Unabhängigkeit beider Nationen, kurz darauf folgte Georgien. Alle drei Staaten wurden in die Transkaukasische SFSR innerhalb der Sowjetunion eingegliedert, bevor sie 1936 wieder getrennt wurden.
Nach der Auflösung der Sowjetunion und der Unabhängigkeit ihrer Teilrepubliken wurde die Grenze 1991 zu einer internationalen Grenze. Anschließend begannen die Gespräche über die Grenzziehung, die im September 2010 abgeschlossen wurden. Nach der Ratifizierung trat es im folgenden Jahr in Kraft. Das Grenzabkommen wurde von einigen Abgeordneten der Kommunistischen Partei Russlands kritisiert, der damalige Präsident von Dagestan, Magomedsalam Magomedalijewitsch Magomedow sagte jedoch, dass „Dagestan nichts verloren, sondern viel mehr gewonnen hat“.
Aserbaidschan grenzt nur an ein Verwaltungsgebiet Russlands: Dagestan. Russland grenzt dagegen an acht aserbaidschanische Rayone:
- Balakən
- Zaqatala
- Qax
- Şəki
- Oğuz
- Qəbələ
- Qusar
- Xaçmaz

## Grenzübergänge
Es gibt vier Grenzübergänge.
- Samur (AZ) – Yarag-Kazmalyar (RU)[8]
- Şirvanovka (AZ) – Novo-Filya (RU)[8]
- Yalama (AZ) – Tagirkent-Kazmalyar (RU)[8]
- Zuxul (AZ) – Garakh (RU) (nicht offen für Drittstaatsangehörige)[8]

Es gibt auch eine Zugverbindung zwischen Derbent (Russland) und Baku (Aserbaidschan).